# Médaille IRI
La médaille de l'IRI, établie par l'Institut de recherche industrielle (IRI) en 1946, reconnaît et honore les leaders de la technologie pour leurs réalisations exceptionnelles en matière d'innovation technologique qui contribuent largement au développement de l'industrie et pour le bien de la société. Un côté de la médaille représente un scientifique regardant dans un microscope comme symbole de la quête incessante de l'innovation, un pégase courant en arrière-plan comme symbole de l'imagination, et des nuages issus d'une cornue qui révèlent les résultats pratiques de la capacité de l'humanité à exploiter les forces naturelles pour satisfaire ses besoins. Le revers de la médaille est une adaptation du sceau officiel de l'Institut. Ce prix est traditionnellement présenté chaque année au printemps lors de la réunion annuelle de l'IRI, avec l'IRI Achievement Award.

## Liste des lauréats
- 1946 : Willis R. Whitney (General Electric)[2]
- 1947 : Charles A. Thomas (Monsanto)[3]
- 1948 : Games Slayter (Owens Corning)[4]
- 1949 : Vannevar Bush (Office of Scientific R&D)[5]
- 1950 : Frank B. Jewett (Bell Labs)
- 1951 : Randolph T. Major (Merck)
- 1952 : Roy C. Newton (Swift & Company)[6]
- 1953 : Eger V. Murphree (Standard Oil of N.J.)
- 1954 : Mervin J. Kelly (Bell Labs)
- 1955 : Ernest H. Volwiler (Abbott Laboratories)
- 1956 : Victor Conquest (Armour)
- 1957 : Clifford F. Rassweiler (Johns Manville)
- 1958 : Elmer W. Engstrom (RCA)
- 1959 : Frank K. Schoenfeld (BFGoodrich)
- 1960 : Augustus B. Kinzel (Union Carbide)
- 1961 : Max Tishler (Merck)
- 1962 : Chauncey G. Suits (General Electric)[7]
- 1963 : James B. Fisk (Bell Labs)
- 1964 : Ray H. Boundy (Dow Chemical)[8]
- 1965 : Edwin H. Land (Polaroid)
- 1966 : Paul L. Salzberg (DuPont Central Research)
- 1967 : Emanuel R. Piore (IBM)
- 1968 : John H. Dessauer (Xerox)
- 1969 : Patrick E. Haggerty (Texas Instruments)
- 1970 : William O. Baker (Bell Labs)
- 1971 : Henri Busignies (International Telephone and Telegraph)
- 1972 : Peter C. Goldmark (Goldmark Communications)[9]
- 1973 : William E. Shoupp (Westinghouse)
- 1974 : Robert W. Cairns (Hercules)
- 1975 : James Hillier (RCA)
- 1976 : Hendrik B. G. Casimir (N.V. Philips)
- 1977 : John J. Burns (Hoffman-La Roche)
- 1978 : Malcolm E. Pruitt (Dow Chemical)
- 1979 : Arthur M. Bueche (General Electric)[10]
- 1980 : Lewis H. Sarett (Merck)
- 1981 : William H. Armistead (Corning)
- 1982 : N. Bruce Hannay (Bell Labs)
- 1983 : Edward E. David Jr. (en) (Exxon R&E)
- 1984 : Harry W. Coover (Eastman Chemical)[11]
- 1985 : Ralph E. Gomory (IBM)[12]
- 1986 : George E. Pake (Xerox)
- 1987 : Ian M. Ross (Bell Labs)[13]
- 1988 : Abraham B. Cohen (DuPont)
- 1989 : Roland W. Schmitt (General Electric)
- 1990 : Edward M. Scolnick (Merck)[14]
- 1991 : Mary Lowe Good (AlliedSignal)
- 1992 : John S. Mayo (Bell Labs)[15]
- 1993 : George H. Heilmeier (Bellcore)
- 1994 : Walter L. Robb (General Electric)[16]
- 1995 : John J. Wise (Mobil)[17]
- 1996 : Robert A. Frosch (General Motors)[18]
- 1997 : Donald E. Elson (Black & Decker)
- 1998 : Arno A. Penzias (Bell Labs/Lucent)[19]
- 1999 : John Seely Brown (Xerox)[20]
- 2000 : Gordon F. Brunner (Procter & Gamble)[21]
- 2001 : Philip Needleman (Pharmacia)[22]
- 2002 : Charles W. Deneka (Corning)[23]
- 2003 : Lewis S. Edelheit (General Electric)[24]
- 2004 : John W. Miley (Milliken & Company)[25]
- 2005 : Paul M. Horn (IBM)[26]
- 2006 : David O. Swain (Boeing)[27]
- 2007 : Nabil Y. Sakkab (Procter & Gamble)[28]
- 2008 : Ralph Snyderman (Université Duke et Proventys, Inc.)[29]
- 2009 : Norman R. Augustine (Lockheed Martin)[30]
- 2010 : Nicholas M. Donofrio (IBM)[31]
- 2011 : Uma Chowdhry (DuPont)[32]